# Campiglia Marittima
Campiglia Marittima é uma comuna italiana da região da Toscana, província de Livorno, com cerca de 12.543 habitantes. Estende-se por uma área de 83 km², tendo uma densidade populacional de 151 hab/km². Faz fronteira com Piombino, San Vincenzo, Suvereto.